# Carlos Kleiber
Carlos Kleiber, född 3 juli 1930, död 13 juli 2004, var en berömd österrikisk dirigent. Han var son till Erich Kleiber.